# Guðrið Hansdóttir
Guðrið Hansdóttir (født 6. oktober 1980 i Tórshavn som Guðrið Hansen) er en færøsk sanger, sangskriver og musiker, hun spiller bl.a. på guitar. Hendes musik er en blanding af pop, soul og folk. Ifølge hende selv, er hun inspireret af svensk pop og af rock og folkemusik fra 1970'erne.

## Liv og karriere
Guðrið voksede op i Argir ved Tórshavn. Hun er datter af Louisa og Hans Carl Hansen. Hendes far er en kendt for sit guitarspil på Færøerne og har bl.a. været medlem af færøske bands som Straight Ahead og Streingjasúpan. Da Guðrið var 14-år gammel lærte hendes far hende at spille på guitar, og så gik hun i gang med at komponere sin egen musik. Guðrið har flere gange optrådt på færøske musikfestivaler, bl.a. Summarfestivalurin og G! Festival. To gange har hun fået tildelt den færøske musikpris Planet Awards. Første gang var i 2007, da hun blev kåret Bedste kvindelige sanger, anden gang var i 2009, da hendes CD The Sky is Opening blev kåret som Bedste album 2009. 
Guðrið flyttede til Island i 2011 efter udgivelsen af Beyond the Grey. I januar 2013, fortalte hun i et interview med det færøske radio Kringvarp Føroya, at hun var flyttet tilbage til Færøerne, efter at have levet som fultidsmusiker i Reykjavik siden 2011.
Guðrið's tredje album, Beyond the Grey, blev nummer 9 på en top-10 liste over de bedste musikalbums i Island i 2011. I oktober 2011 repræsenterede Guðrið Hansdóttir Færøere i en musikfestival i Seattle med deltagelse fra Island, Færøerne og Grønland, festivalen kaldtes Seattle Sister City Showcase – Reykjavik Calling. I oktober 2012 optrådte Guðrið til Nürnberg.Pop Festival i Tyskland

## Albums
- Love Is Dead, Tutl, (2007)
- The Sky is Opening, (2009)
- Beyond the Grey, (2011)
- Taking Ship, Tutl, (2014) EP med 7 sange, som er digte af Heinrich Heine i engelsk oversættelse, bortset fra en, som er i færøsk oversættelse efter Poul F. Joensen.[9]
- Painted Fire, Tutl, (2015)

## Priser
- Planet Awards 2009 - Bedste album
- Planet Awards 2007 - Bedste kvindelige sanger